# Porsche Tennis Grand Prix 2023
Porsche Tennis Grand Prix 2023 là một giải quần vợt nữ chuyên nghiệp thi đấu trên mặt sân đất nện trong nhà tại Porsche Arena ở Stuttgart, Đức, từ ngày 17 đến ngày 23 tháng 4 năm 2023. Đây là lần thứ 45 giải Porsche Tennis Grand Prix được tổ chức và là một phần của WTA 500 trong WTA Tour 2023.

## Điểm và tiền thưởng

### Phân phối điểm
| Sự kiện | VĐ  | CK  | BK  | TK  | Vòng 1/16 | Vòng 1/32 | Q  | Q2 | Q1 |
| Đơn     | 470 | 305 | 185 | 100 | 55        | 1         | 25 | 13 | 1  |
| Đôi     | 470 | 305 | 185 | 100 | 1         | —         | —  | —  | —  |

## Nội dung đơn

### Hạt giống
| Quốc gia | Tay vợt         | Xếp hạng | Hạt giống |
| -------- | --------------- | -------- | --------- |
| POL      | Iga Świątek     | 1        | 1         |
|          | Aryna Sabalenka | 2        | 2         |
| TUN      | Ons Jabeur      | 4        | 3         |
| FRA      | Caroline Garcia | 5        | 4         |
| USA      | Coco Gauff      | 6        | 5         |
| KAZ      | Elena Rybakina  | 7        | 6         |
|          | Daria Kasatkina | 8        | 7         |
| GRE      | Maria Sakkari   | 9        | 8         |

- Bảng xếp hạng vào ngày 10 tháng 4 năm 2023.[2]

### Vận động viên khác
Đặc cách:
- Paula Badosa
- Tatjana Maria
- Jule Niemeier
- Emma Raducanu

Vượt qua vòng loại:
- Cristina Bucșa
- Ylena In-Albon
- Tamara Korpatsch
- Petra Martić

Thua cuộc may mắn:
- Alycia Parks

### Rút lui
- Belinda Bencic → thay thế bởi  Anastasia Potapova
- Petra Kvitová → thay thế bởi  Alycia Parks

## Nội dung đôi

### Hạt giống
| Quốc gia | Tay vợt                  | Quốc gia | Tay vợt          | Xếp hạng | Hạt giống |
| -------- | ------------------------ | -------- | ---------------- | -------- | --------- |
| UKR      | Lyudmyla Kichenok        | LAT      | Jeļena Ostapenko | 18       | 1         |
| USA      | Desirae Krawczyk         | NED      | Demi Schuurs     | 21       | 2         |
| USA      | Nicole Melichar-Martinez | MEX      | Giuliana Olmos   | 21       | 3         |
| CAN      | Gabriela Dabrowski       | BRA      | Luisa Stefani    | 34       | 4         |

- Bảng xếp hạng vào ngày 10 tháng 4 năm 2023.

### Vận động viên khác
Đặc cách:
- Mona Barthel /  Anna-Lena Friedsam

Thay thế:
- Vivian Heisen /  Ingrid Neel

### Rút lui
- Linda Fruhvirtová /  Ingrid Gamarra Martins → thay thế bởi  Vivian Heisen /  Ingrid Neel

## Nhà vô địch

### Đơn
- Iga Świątek đánh bại  Aryna Sabalenka 6–3, 6–4

### Đôi
- Desirae Krawczyk /  Demi Schuurs đánh bại  Nicole Melichar-Martinez /  Giuliana Olmos 6–4, 6–1